# You Never Can Tell
You Never Can Tell é um filme de comédia romântica produzido nos Estados Unidos e lançado em 1920.